# Cliff Nyakeya
Cliff Mandere Nyakeya (ur. 11 stycznia 1995 w Masaba South) – kenijski piłkarz grający na pozycji ofensywnego pomocnika w klubie AFC Leopards.

## Kariera juniorska
Nyakeya grał jako junior w Gor Mahia.

## Kariera seniorska

### Gor Mahia
Nyakeya grał w Gor Mahia w sezonie 2015. Nie wystąpił tam w żadnym spotkaniu.

### Mathare United
Nyakeya przeniósł się do Mathare United 1 czerwca 2016. Przez 3 lata gry dla tego zespołu wystąpił w jego barwach 95 razy, zdobywając 31 bramek.

### ZED FC
Nyakeya przeszedł do ZED FC (wówczas pod nazwą FC Masr) 4 lipca 2019. Zadebiutował dla nich 28 września 2019 w meczu z Aswan SC (0:0). Pierwszą bramkę zdobył 11 września 2020 w zremisowanym 2:2 spotkaniu przeciwko Al-Ittihad Aleksandria. Łącznie dla ZED FC Nyakeya rozegrał 22 mecze strzelając 2 gole.

### Wazito FC
Nyakeya podpisał kontrakt z Wazito FC 24 września 2021. Grał tam przez niecałe 5 miesięcy.

### AFC Leopards
Nyakeya trafił do AFC Leopards 22 lutego 2022.

## Kariera reprezentacyjna
| Mecze i gole w reprezentacji | Mecze i gole w reprezentacji | Mecze i gole w reprezentacji | Mecze i gole w reprezentacji | Mecze i gole w reprezentacji | Mecze i gole w reprezentacji | Mecze i gole w reprezentacji | Mecze i gole w reprezentacji              |
| Kenia                        | Kenia                        | Kenia                        | Kenia                        | Kenia                        | Kenia                        | Kenia                        | Kenia                                     |
| Lp.                          | Data                         | Miejsce                      | Gospodarz                    | Gość                         | Wynik                        | Gol                          | Rozgrywki                                 |
| ---------------------------- | ---------------------------- | ---------------------------- | ---------------------------- | ---------------------------- | ---------------------------- | ---------------------------- | ----------------------------------------- |
| 1.                           | 13.10.2019                   | Nairobi                      | Kenia                        | Mozambik                     | 0:1                          |                              | Mecz towarzyski                           |
| 2.                           | 14.11.2019                   | Amreya                       | Egipt                        | Kenia                        | 1:1                          |                              | Puchar Narodów Afryki 2021 – kwalifikacje |
| 3.                           | 18.11.2019                   | Nairobi                      | Kenia                        | Togo                         | 1:1                          |                              | Puchar Narodów Afryki 2021 – kwalifikacje |
| 4.                           | 09.10.2020                   | Nairobi                      | Kenia                        | Zambia                       | 2:1                          | Gol                          | Mecz towarzyski                           |
| 5.                           | 11.11.2020                   | Nairobi                      | Kenia                        | Komory                       | 1:1                          |                              | Puchar Narodów Afryki 2021 – kwalifikacje |
| 6.                           | 15.11.2020                   | Moroni                       | Komory                       | Kenia                        | 2:1                          | Gol                          | Puchar Narodów Afryki 2021 – kwalifikacje |
| 7.                           | 25.03.2021                   | Nairobi                      | Kenia                        | Egipt                        | 1:1                          |                              | Puchar Narodów Afryki 2021 – kwalifikacje |
| 8.                           | 29.03.2021                   | Lomé                         | Togo                         | Kenia                        | 1:2                          |                              | Puchar Narodów Afryki 2021 – kwalifikacje |